# Влатко Ковачевич
Влатко Ковачевич (хорв. Vlatko Kovačević; нар. 26 березня 1942, Дубровник) – хорватський шахіст, гросмейстер від 1976 року.

## Шахова кар'єра
1968 року представляв Югославію на командному чемпіонаті світу серед студентів, який відбувся в Їбсі. Між 1971 та 1990 роками шість разів взяв участь у командних чемпіонатах країн балканських країн, вигравши у командному заліку 6 медалей (зокрема три золоті, у 1975, 1985 і 1990 роках). У 1980-х роках належав до когорти провідних югославських шахістів, двічі (1983, 1989), вигравши срібні медалі командного чемпіонату Європи. У 1982-1990 роках чотири рази виступив у складі збірної Югославії на шахових олімпіадах (у 1990 році виграв бронзову медаль в особистому заліку на 4-й шахівниці за збірну Югославії Б), крім того, на шохових олімпіадах взяв участь ще двічі (1992, 1998) в складі збірної Хорватії. Неодноразово брав участь в чемпіонатах Югославії (1991), а також Хорватії, 1985 року здобувши в Новому Саді бронзову медаль.
1970 року виступив на "Турнірі свободи", що відбувся в двох містах (Ровінь і Загреб), у якому взяли участь провідні шахісти світу (зокрема, Боббі Фішер, Властіміл Горт, Василь Смислов, Светозар Глігорич, Віктор Корчной і Тигран Петросян). На тому турнірі був єдиним, хто здолав переможця, Роберта Фішера, майбутнього  чемпіона світу (1972-1975). У наступних роках досягнув низки успіхів на міжнародних турнірах, зокрема:
- 1973 – Осло (посів 1-ше місце),
- 1975 – Ровінь/Загреб (поділив 2-ге місце позаду Дьюли Сакса, разом з Юраєм Ніколацом і Віталієм Цешковським),
- 1976 – Сомбор (посів 1-ше місце), Вировитиця (поділив 1-ше місце разом з Палом Бенко і Властімілом Янсою),
- 1977 – Карловаць (поділив 1-ше місце разом з Марком Дізеном і Гансом Реє),
- 1979 – Загреб (посів 1-ше місце), Вировитиця (посів 1-ше місце),
- 1980 – Вировитиця (2-3-тє місце), Марибор (посів 1-ше місце),
- 1981 – Тузла (посів 1-ше місце), Рамсґейт (2-6-те місце),
- 1982 – Сараєво (2-ге місце позаду Олександра Бєлявського), Вінковці (посів 1-ше місце),
- 1983 – Гастінгс (1982/83, посів 2-ге місце позаду Рафаеля Ваганяна),
- 1986 – Зениця (поділив 2-ге місце позаду Жайме Суніє Нету, разом зі Славолюбом Мар'яновичем),
- 1988 – Стара Пазова (посів 1-ше місце),
- 1989 – Вінковці (посів 1-ше місце), Торонто (3-тє місце позаду Патріка Волффа і Девіда Норвуда),
- 1990 – Торонто (3-тє місце позаду Рафаеля Ваганяна і Джоеля Бенджаміна),
- 1993 – Осієк (поділив 2-ге місце позаду Зденко Кожула, разом з Гораном Диздарем), Вінковці (поділив 2-ге місце позаду Івана Фараго, разом із зокрема, Огнєном Цвітаном і Крунославом Хулаком),
- 1994 – Солін (посів 1-ше місце),
- 1995 – Вінковці (поділив 2-ге місце позаду Ігоря Штоля, разом з Бояном Кураїцою і Любомиром Фтачником),
- 1996 – Солін (посів 1-ше місце),
- 1997 – Солін (посів 1-ше місце),
- 1999 – Солін (поділив 3-тє місце позаду Зденко Кожула і Владислава Ткачова, разом з Мішо Цебало),
- 2003 – Солін/Спліт (3-тє місце позаду Андрія Шаріязданова і Дражена Цворовича).

Найвищий рейтинг Ело в кар'єрі мав станом на 1 липня 1982 року, досягнувши 2560 пунктів ділив тоді 32-33-тє місце в світовому рейтинг-листі ФІДЕ, одночасно займаючи 2-ге місце (позаду Любомира Любоєвича) серед югославських шахістів..

## Публікації
Влатко Ковачевич є автором двох книг з шахової тематики:
- Basic Endings, 2007, вид. Caissa[8]
- Win with the London System (разом зі Сверре Йонсеном), 2005, вид. Gambit, ISBN 1-904600-35-2[9][10]

## Зміни рейтингу
| На цьому місці має відображатися графік чи діаграма, однак з технічних причин його відображення наразі вимкнено. Будь ласка, не видаляйте код, який викликає це повідомлення. Розробники вже працюють для того, щоби відновити штатне функціонування цього графіка або діаграми. | |
| | На цьому місці має відображатися графік чи діаграма, однак з технічних причин його відображення наразі вимкнено. Будь ласка, не видаляйте код, який викликає це повідомлення. Розробники вже працюють для того, щоби відновити штатне функціонування цього графіка або діаграми. |